# Anatella lenis
Anatella lenis es una especie de mosquito del género Anatella, de la familia Mycetophilidae, orden Diptera. Fue descrita por Dziedzicki en 1923.
Se distribuye por Europa: Suecia, Estonia, Reino Unido, Finlandia y Noruega. Fue publicada en Revue des espèces europeennes du genre Anatella Winnertz avec la description des deux genres nouveaux: Heteropygium et Allophallus. Arch. Nauk. Biol. (1922) 1 (15): 1-8, 2 pls.